# Брюссельський саміт НАТО 2001

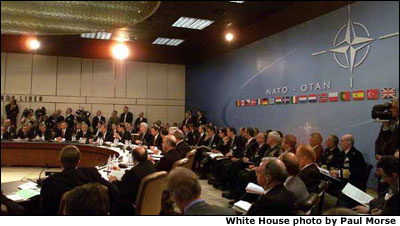
Делегації саміту на засіданні у Головній штаб-квартирі НАТО в Брюселі 2001 року.

Са́міт НА́ТО 2001 ро́ку — спеціальний саміт НАТО, що пройшов 13 червня 2001 року у Головній штаб-квартирі НАТО в столиці Бельгії Брюсселі. У саміті взяли участь глави держав і урядів 19 країн-членів Північноатлантичного альянсу.
Саміт був скликаний з метою обговорення поточних питань та початку підготовки до саміту НАТО в Празі. Вперше у саміті взяла участь делегація нової американської адміністрації президента Джорджа Вокера Буша-молодшого.

## Рішення саміту
Темою дискусії, котра пройшла на саміті між новою американською адміністрацією та делегаціями решти країн-членів Північноатлантичного альянсу, стало обговорення питання про нову концепцію стримування НАТО, зміцнення оборонної ролі країн Європи, у тому числі розвиток Європейської політика безпеки та оборони, ЄПБО (англ. European Security and Defence Policy, ESDP) та вирішення існуючих кризових ситуацій (зокрема, участь Північноатлантичного альянсу у Силах стабілізації СФОР (від англ. Stabilization Force, SFOR) у Боснії і Герцеговині та KFOR (англ. KosovoForce) у Косово).
Крім того, НАТО ухвалило рішення про надання уряду Республіки Македонії допомоги у врегулюванні конфлікту з албанськими партизанами з метою припинення між ними військового протистояння.
З погляду розширення Північноатлантичного альянсу, глави держав і урядів зробили успішну оцінку функціонування Плану дій щодо членства в НАТО (ПДЧ) і висловили надію і сподівання на успішний початок наступного етапу розширення НАТО (за рахунок країн Центральної Європи) на найближчому саміті Північноатлантичного альянсу у Празі у 2002 році.